# Lysandra caeruleolunata
Lysandra caeruleolunata är en fjärilsart som beskrevs av Tutt 1910. Lysandra caeruleolunata ingår i släktet Lysandra och familjen juvelvingar. Inga underarter finns listade i Catalogue of Life.